# Торбе
Игнасио Альенде Фернандес, более известный как Торбе (род. 25 мая 1969 , Португалете, Бискайя) — испанский порноактёр режиссёр, продюсер, писатель.

## Карьера
После окончания института работал с программами различных радиостанций в период с конца 80-х и начале 90-х, выиграв в 1987 году, конкурс ди-джеев от Los 40 Principales из Сан-Себастьяна. Он также работал на других местных радиостанциях, будь то Radio Renteria, Vilassar Radio, Radio Miramar San Sebastian и Radio Capdepera de Mallorca.
Хотя первоначально он был карикатуристом и автором комиксов, Торбе в основном известен своей работой в индустрии порно. В течение семи лет он создавал, руководил и редактировал журнал комиксов The Comictiva. В начале 90-х он работал мультипликатором над анимационным фильмом «Легенда о северном ветре», снятом в Сан-Себастьяне, в титрах которого он фигурирует как «Начо Альенде». В те годы, чтобы выжить, он чередовал радио с комиксами и иллюстрациями, а летом он трудился в разных отелях и ночных клубах в качестве артиста и декоратора вечеринок.
Торбе запустил интернет-порно-страницу Torbellinesca в 1996 году, создав персону Торбе, а в 1999 году установил доменное имя putalocura.com. Он лично участвовал в качестве актёра в многочисленных порнофильмах и примерно в двадцати в качестве режиссёра и актёра.
В 2005 году Торбе был номинирован в категории «Лучший актёр второго плана» на конкурсе AVN порноиндустрии.

## Скандалы и уголовное преследование
В июле 2014 года Торбе выпустил сингл под названием («Я румын в Мадриде»), сопровождаемый видеоклипом. Федерация румынских ассоциаций в Европе протестовала из-за таких слов песни, называя её «расистской и ксенофобской». Они утверждали, что песня и клип поощряют идею о том, что «община румын в Испании состоит из проституток, воров и карманников».
В апреле 2016 года он был арестован и обвинён в порнографии с несовершеннолетней, торговле людьми, уклонении от уплаты налогов и отмывании денег. В сделанных заявлениях Торбе утверждает, что единственным несовершеннолетним в деле является девушка 17 лет и 10 месяцев от роду, которая подделала своё удостоверение личности, чтобы заработать деньги, и в конечном итоге оказалось, что обвинения были ложными. В ноябре 2016 года он был временно освобождён под залог в размере €100 000. Полиция записывала телефонные разговоры всех вовлечённых в дело, в том числе, технического персонала, например, операторов. Один из них в одном из телефонных звонков жалуется коллеге, что девушек в кадре бьют и насилуют.
В июне 2018 года судья по этому делу прекратила уголовное преследование по статьям о сексуальных посягательствах, вымогательстве, торговле людьми в целях сексуальной эксплуатации, отмывании денег, налоговом мошенничеством и членстве в преступной организации, однако продолжила расследование преступлений, связанных с распространением и хранением детской порнографии.

## Фильмография
- 1996 — Кишки
- 1997 — Золотой свисток
- 1999 — Покажи мне свои сиськи
- 2015 — Путеро и я
- 2015 — Ремихио[11]
- 2001 — Торренте 2: Миссия в Марбелье[12]
- 2001 — Торбе и его поросята
- 2004 — Грязные штучки
- 2004 — Порно кастинги
- 2005 — Буккаке
- 2005 — Торренте 3: Защитник
- 2006 — Поймали!
- 2006 — Пары
- 2006 — Красотки
- 2006 — Изи и Дизи. Высокое напряжение
- 2007 — Отец Дэмиен
- 2008 — Аноним
- 2008 — Мой первый раз
- 2014 — Испанская дыра славы
- 2005 — Торренте X . Операция «Винагра» [13]
- 2006 — Торренте X2. Миссия в Торрелавеге
- 2008 — Лето круглый год
- 2009 — Грязный и толстый (порнографическая адаптация фильмов Андреса Пахареса и Фернандо Эстеса)
- 2011 — Торренте 4: Смертельный кризис
- 2014 — Торренте X3
- 2014 — Красивая молодёжь
- 2014 — Торренте 5: Операция «Евровегас»
- 2015 — Путеро и я
- 2015 — Катиться до конца
- 2015 — Одержимый